# Antigène O
L’antigène O est une fraction antigénique du complexe lipo-saccharidique située sur la paroi de certaines bactéries Gram négatives. Cette fraction est constituée de la partie polysaccharidique du complexe.
Les fractions antigéniques O aident au diagnostic de certaines infections bactériennes, du fait que chaque bactérie ayant des liposaccharides sur sa paroi (division des Gracilicutes) présente des antigènes O différents.